# Pseudocoutierea
Pseudocoutierea is een geslacht van kreeftachtigen uit de klasse van de Malacostraca (hogere kreeftachtigen).

## Soorten
- Pseudocoutierea antillensis Chace, 1972
- Pseudocoutierea conchae Criales, 1981
- Pseudocoutierea dotae De Grave, 2007
- Pseudocoutierea edentata Criales, 1981
- Pseudocoutierea elegans Holthuis, 1951
- Pseudocoutierea wirtzi d'Udekem d'Acoz, 2000